# 克里斯汀·麦克梅纳米
克里斯汀·麦克梅纳米（英語：Kristen McMenamy，1966年12月13日—），美國超級名模。她是高級時裝品牌：Versace、Givenchy、Calvin Klein、Lanvin的代言人。克里斯汀上過VOGUE、i-D及Dazed & Confused等雜誌封面，也有參與Chanel、Prada、Louis Vuitton等著名時裝及奢侈品的時裝展。